# Tricimba anglemensis
Tricimba anglemensis är en tvåvingeart som beskrevs av Spencer 1977. Tricimba anglemensis ingår i släktet Tricimba och familjen fritflugor. Inga underarter finns listade i Catalogue of Life.